# サタデースポーツ&ニュース
『サタデースポーツ&ニュース』（サタデースポーツ アンド ニュース、SATURDAY SPORTS & NEWS）は、TBSラジオで放送されていたニュース・情報番組である。
当項では姉妹番組『サンデースポーツ&ニュース』（サンデースポーツ アンド ニュース、SUNDAY SPORTS & NEWS）についても解説する。

## 概要
2010年4月10日スタート。開始当初のセールスポイントは「お父さんのための、週末のスポーツ&ニュース」だった。
後述にもあるように、放送時間は30分から1時間半と目まぐるしく変動した。
2018年3月末をもって放送終了。

## 放送時間の変遷
- 17:30 - 18:00（2010年4月10日 - 2011年3月5日）
- 17:30 - 18:30（2011年3月12日 - 26日）
- 17:30 - 19:00（2011年4月2日 - 30日）
- 17:30 - 18:00（2011年5月7日 - 2012年3月31日）
- 17:30 - 18:30（2012年4月7日 - 9月29日）
- 17:30 - 18:00（2012年10月6日 - 2013年3月30日）
- 17:15 - 18:00（2013年4月6日 - 6月29日）
- 17:30 - 18:00（2013年7月6日 - 2014年3月29日）
- 17:15 - 18:00（2014年4月5日 - 9月27日）
- 17:25 - 18:00（2014年10月4日 - 2015年7月4日）
- 17:30 - 18:00（2015年7月11日 - 2018年3月31日）

2011年3月からの一時的な放送時間拡大は、同月11日に発生した東日本大震災の影響によるもので、18:00から放送していた『枡田絵理奈の横浜物語』を打ち切り、後番組に予定していた『ラジオ東京スピリッツ』の初回放送を同年5月7日に遅らせる措置を取った。

## 内包していたコーナー番組

### 番組終了時点
以下の2番組は2018年4月以降も単独の番組として継続。
- 中嶋常幸のティーグラウンドへようこそ!
  - 放送時間：17:32 - 17:40
  - 出演：中嶋常幸（プロゴルファー）、大槻りこ（ディスクジョッキー）
- ウィークエンドネットワーク
  - 放送時間：17:45 - 17:50
  - 出演：中村尚登、柴田秀一、近藤美矩（TBSラジオ ニュースデスク）

### 過去
- ふくしま観光ジャーナル
  - 放送期間：2012年4月7日[1] - 2013年3月30日
  - 制作協力：ラジオ福島
  - 放送時間：17:50 - 17:55（2012年9月29日までは18:15 - 18:20）
  - 出演：鏡田辰也（ラジオ福島アナウンサー）
- 快適生活 ラジオショッピング
  - 放送期間:2013年4月6日 - 2017年9月30日
  - 放送時間:17:50 - 17:55

## パーソナリティ
2015年4月からは出演者を固定せず、TBSのスポーツアナウンサーが交代でパーソナリティを務める態勢に正式に移行。主に熊崎風斗、品田亮太が担当することが多い。2018年3月31日の最終回は喜入友浩が担当した。

### 歴代のパーソナリティ
- 石川伸子（2010年4月10日 - 2012年3月31日）
- 長峰由紀（TBSテレビアナウンサー、2012年4月7日 - 9月29日）
- 林みなほ（TBSテレビアナウンサー、2012年10月6日 - 2013年9月28日）
- 石井大裕（TBSテレビアナウンサー、2012年4月7日 - 9月29日 / 2013年10月5日 - ）
石井アナは2014年秋以降、スポーツ取材などの理由で番組を休むことがあった。このため、2015年4月からは出演者を固定せず、石井アナを含めたTBSのスポーツアナウンサーが交代でパーソナリティを務める態勢に正式に移行。

## 姉妹番組
また、時期によっては『サンデースポーツ&ニュース』が放送される事もある。

### 放送時間
- 17:30～18:00（2011年10月9日 - 2012年4月1日＜第1期＞）
- 17:15～18:00（2013年4月7日 - 9月29日＜第2期＞）
- 17:15～17:30（2013年10月6日 - 2014年9月28日＜第2期＞）

### パーソナリティ
2014年4月以降は、TBS954情報キャスターと「爆笑問題の日曜サンデー」13時台・ラジオサンデージャポンNEXTの解説者が交代で出演。
- 熊崎風斗（TBSテレビアナウンサー、2013年10月6日 - 2014年3月30日）
- 山田美幸（2011年10月9日 - 2012年4月1日 / 2013年4月7日 - 9月28日）